# Koripallon miesten SM-sarjakausi 1962-1963
La Koripallon miesten SM-sarjakausi 1962-1963 è stata la 23ª edizione del massimo campionato finlandese di pallacanestro maschile. La vittoria finale è stata ad appannaggio dell'Hels. Kisa-Toverit.

## Risultati

### Stagione regolare
|     | Squadra             | G  | V  | P  | PF   | PS   | Pt. | Qualificazione |
| --- | ------------------- | -- | -- | -- | ---- | ---- | --- | -------------- |
| 1.  | Hels. Kisa-Toverit  | 22 | 19 | 3  | 1817 | 1481 | 38  |                |
| 2.  | ToPo Helsinki       | 22 | 18 | 4  | 1633 | 1348 | 36  |                |
| 3.  | Helsingin NMKY      | 22 | 17 | 5  | 1612 | 1433 | 34  |                |
| 4.  | Pantterit           | 22 | 13 | 9  | 1840 | 1763 | 26  |                |
| 5.  | Namika Lahti        | 22 | 13 | 9  | 1437 | 1427 | 26  |                |
| 6.  | Turun Riento        | 22 | 12 | 10 | 1528 | 1547 | 24  |                |
| 7.  | KTP-Basket          | 22 | 12 | 10 | 1306 | 1279 | 24  |                |
| 8.  | Työväen Maila-Pojat | 22 | 10 | 12 | 1522 | 1534 | 20  |                |
| 9.  | Tampereen Pyrintö   | 22 | 9  | 13 | 1464 | 1497 | 18  |                |
| 10. | Turun NMKY          | 22 | 3  | 19 | 1303 | 1561 | 6   | retrocesse     |
| 11. | Porin Veto          | 22 | 3  | 19 | 1273 | 1564 | 6   | retrocesse     |
| 12. | Sörnäisten NMKY     | 22 | 3  | 19 | 1341 | 1696 | 6   | retrocesse     |

| Koripallon miesten SM-sarjakausi 1962-1963 |
| ------------------------------------------ |
| Hels. Kisa-Toverit 3º titolo               |

## Formazione vincitrice
| N° | Naz.                 | Ruolo | Sportivo        |  | Alt. |  |
| -- | -------------------- | ----- | --------------- |  | ---- |  |
|    | Finlandia (bandiera) |       | Jaakko Manssila |  |      |  |
|    | Finlandia (bandiera) |       | Martti Liimo    |  | 193  |  |
|    | Finlandia (bandiera) |       | Kari Liimo      |  | 200  |  |
|    | Finlandia (bandiera) |       | Raimo Vartia    |  | 184  |  |
|    | Finlandia (bandiera) |       | Jorma Neva-aho  |  |      |  |
|    | Finlandia (bandiera) |       | Teijo Finneman  |  | 183  |  |
|    | Finlandia (bandiera) |       | Kari Nyqvist    |  |      |  |
|    | Finlandia (bandiera) |       | Matti Köli      |  | 196  |  |
|    | Finlandia (bandiera) |       | Pertti Risku    |  |      |  |
|    | Finlandia (bandiera) |       | Heikki Lehtinen |  |      |  |
|    | Finlandia (bandiera) |       | Pertti Hurme    |  |      |  |
|    | Finlandia (bandiera) |       | Kalevi Raunio   |  |      |  |
|    | Finlandia (bandiera) | All.  |                 |  |      |  |